# Forget Me Not (2009)
Forget Me Not is een Amerikaanse horrorfilm uit 2009 onder regie van Tyler Oliver.

## Verhaal
Sandy en Eli Channing hebben hun jaren op high school succesvol afgesloten, waarna een zinderende zomer van vakantie en feesten aanbreekt. In het bijzijn van hun ouders vertelt Dr. Warren dat hij hen voor een beurs heeft voorgedragen aan Stanford University. Op het kerkhof spelen Sandy en Eli met een zestal vrienden het spel waarbij één persoon als geest de andere personen moet trachten te vangen om steeds met de nieuw gevangen geesten de anderen tot zielsverwant te maken. Uit het niets stelt zich een onbekende, vrouwelijke kandidaat beschikbaar als negende deelnemer aan het griezelige tijdverdrijf. Eli werpt zichzelf op als eerste geest en vangt het spel aan met het bijkomstige vers:
"1, 2, 3, 4, 5, 6, 7, release the one ignored by heaven.
8, 9, 10, now run and hide or join her at the devil's side.
11 comes, the clocks will chime, forgotten souls erased by time.
Midnight comes, it's not too late, so kill the ghost or seal your fate!"
Acht mensen maken zich gehaast uit de voeten om niet in handen van de geest te geraken. Na een spannend spel deelt Sandy het onbekende meisje mede dat ze het spel heeft gewonnen, maar de willoze winnares reageert onverwacht met de vraag "Herinner je je mij?" en stort zichzelf in de afgrond. Sheriff Zack Mitchell en deputy Buck bereiken de plek des onheils, maar het lichaam van de suïcidale spriet wordt niet gevonden.
Met hun diploma op zak trekken Sandy en Eli met hun vrienden naar de bergen om hun laatste ongedwongen zomer met elkaar door te brengen. In de voorbereiding verbreekt player Chad zijn vluchtige relatie met Layla, maar het gedumpte meisje heeft nauwelijks tijd voor liefdesverdriet wanneer ze, op zoek naar haar ketting, in het water naar beneden wordt getrokken door een naargeestige verschijning. TJ wil zijn heerlijke vriendin Alexis Mitchell ten huwelijk vragen en krijgt van zijn baas Pete een ring cadeau, maar op het werk raakt hij tussen de machines in zweverige sferen, wordt door een schuwe schim door een snijmechanisme gesleurd en kan de matrimoniale verbintenis op zijn stoffelijke resten schrijven. Na het afzetten van zijn scharrel Cecilia scheurt Chad met zijn wagen naar zijn wachtende vrienden, maar zijn autoradio ondervindt storing en hij schrikt hevig door het plotseling opduiken van een onguur figuur die het einde inleidt van zijn reis naar het zomerse genot.
Sandy, Eli en hun aanwezige vrienden treffen Chads rijtuig volledig uitgebrand aan, waarna de onderlinge spanningen in de groep oplopen. Sandy voelt dat haar naasten een voor een van haar worden weggerukt, maar de overlevenden zijn steeds te laat voor het gebeuren en zeggen steeds de overledenen niet te kennen. Lex, sheriff Mitchells dochter, veroorzaakt irritaties met haar verwaande gedrag, blijft alleen achter in de auto, graaft haar eigen graf en wordt na belaging door vraatzuchtige zombies onder de aarde geschoven.
Het viertal overgebleven vrienden richt zich tot de sheriff, maar de diender kan louter vertellen dat het suïcidale meisje Angela Smith heet, in de brugklas haar school heeft verlaten, bij de nonnen in het klooster woont en momenteel in coma in het ziekenhuis ligt. Eli vreest een gruwelijke ontdekking in een zwembad, ontkomt aan het wassende water en vindt eindelijk toenadering bij Hannah, een verlokkelijke meid die de verliefdheid van de sullige jongen voorheen nooit heeft opgemerkt. Jake, Lex' oudere broer, dient Sandy een slaapmiddel toe om haar de nodige rust te bieden, maar moet evenwel alle zeilen bijzetten om zijn vriendin in het gareel te houden. Na een sensueel samenzijn komt Eli op tijd binnen om Jake te helpen bij het bedwingen van Sandy, terwijl de buitengesloten Hannah zichzelf opsluit in een elektriciteitshuisje om uit de ban van de gulzige geesten te blijven en haar impulsieve beslissing te bekopen met een dodelijke elektrocutie.
Sandy ontwaakt in Jakes bijzijn uit haar slaap en vraagt hem waar haar broer is, maar de telefoon rinkelt en Eli bericht haar dat niemand weet waar ze uithangt en de sheriff bij vader en moeder is geweest. Sandy smeekt Eli om spoedig naar het klooster te komen, waar Sandy en Jake oog in oog staan met oude bekenden Sister Dolores, die Sandy Angela's kamer wijst, en Vader Michael, die Jake uit het oog verliest en een bleke jongen laat volgen door het nonnenhuis. In de gebedsruimte wendt een lading duivelse geesten zich tot Jake en brengen glazen scherven hem – onder toeziend oog van Sandy aan de andere deurzijde – minder geluk dan hem lief is. Eli vangt Sandy op bij het klooster en brengt haar naar het thuisfront, waar Mr. en Mrs. Channing hun dochter in het ziekenhuis laten opnemen. Sandy moet voor middernacht met het kwaad afrekenen om te voorkomen dat haar lot wordt verzegeld.

## Rolverdeling
| - Carly Schroeder - Sandy Channing - Courtney Biggs - Sandy Channing (jong) - Brittany Renee Finamore - Angela Smith - Bella Thorne - Angela Smith (jong) - Cody Linley - Eli Channing - Joey Luthman - Eli Channing (jong) - Brie Gabrielle - Hannah - Sacha Edwards - Hannah (jong) - Micah Alberti - Jake Mitchell - Robby D. Bruce - Jake Mitchell (jong) - Jillian Murray - Alexis "Lex" Mitchell - Kylie Chalfa - Alexis "Lex" Mitchell (jong) - Zachary Abel - Chad - Kenton Duty - Chad (jong) - Sean Wing - TJ - Chloe Bridges - Layla - Saige Ryan Campbell - Layla (jong) | - Alex Mauriello - Cecilia - Christopher Atkins - Mr. Channing - Julie Janney - Mevr. Channing - Marc McTizic - Dr. Warren - Dan Gauthier - Sheriff Zack Mitchell - Jamieson Stern - Hulpsheriff Buck - Barbara Bain - Zuster Dolores - Mark Kemble - Vader Michael - Brian Graves - Bleke jongen in klooster - Charles Dierkop - Pete - Sam Endicott - Nikolai - Fiona Goodwin - Verpleegster Patton - Roxana Ortega - Verpleegster Garcia - Raven Lexy - Bikinimodel |